# Mešní stipendium
Mešní stipendium (lat. stips, příspěvek, dar; pendere, zaplatit) je dar, který věřící dává prostřednictvím kněze církvi za to, aby užitky mše směřovaly k dárcově úmyslu (intenci).
Mešní stipendium v žádném případě nevyjadřuje cenu mše.
Není ani nezbytně nutné je platit: kněz by měl intenci přijmout i bez mešního stipendia.
V minulosti biskup stanovoval „obvyklou taxu“.
Kněz nesměl po věřícím vyžadovat více než stanovenou „taxu“, přitom mohl přijmout více, ale i méně, shledal-li k tomu důvod.
Kanonické právo stanoví další podmínky nakládání s mešními stipendii.
Jedno z důležitých ustanovení např. je, že každé mešní stipendium si žádá zvláštní mši svatou.